# Égerszög
Égerszög is een plaats (község) en gemeente in het Hongaarse comitaat Borsod-Abaúj-Zemplén. Égerszög telt 79 inwoners (2001).